# Турско национално движение
Турското национално движение е военно-политическо сдружение на младотурски революционери, създадено през 1920 г. около личността на Кемал Ататюрк. Привържениците на Движението се борят за превръщането на Османската империя в република, срещу клаузите на Севърския договор и разпокъсването на територията на Анадола. Основните идеи на движението са кемализмът, секуларизмът и турският национализъм. Движението е силно повлияно от ерата на Танзимата.
Когато след Първата световна война и последните останки от Османската империя са ликвидирани със Севърския договор, съвременната територия на Турция също е разделена на части, някои от които са придадени на съседните Гърция и Армения, а други стават протекторат на Великите сили като Великобритания, Италия и Франция. Но след 1919 година турските националисти, предвождани от Ататюрк и базирани в Анкара, се превръщат от обсадени победени в решителна сила, която изтласква гърците, французите, англичаните, италианците и арменците на няколко фронта. За няколко години те побеждават в Турската война за независимост и успяват да стигнат до ново споразумение – Лозанския договор от 1923 година, с който е създадена Република Турция.

## Виж също
- Неоосманизъм
- Османизъм
- Пантюркизъм
- Ислямски миллет
- Турски национализъм
- Кемализъм